# Gouvernement provisoire d'Israël
État d'Israël
Aucun (Palestine mandataire) Gouvernement Gourion I
Le gouvernement provisoire d'Israël (hébreu : הַמֶמְשָׁלָה הַזְמַנִּית, translit. HaMemshela HaZmanit) était le cabinet temporaire qui gouvernait la communauté juive en Palestine mandataire, et plus tard le nouvel État d'Israël, jusqu'à la formation du premier gouvernement en mars 1949 à la suite de les premières élections à la Knesset en janvier de la même année.

## Historique
Le mandat britannique sur la Palestine devant prendre fin le 15 mai 1948, l'organe directeur de la communauté juive, le Conseil national juif (JNC), a commencé le 2 mars 1948 à travailler sur l'organisation d'un gouvernement provisoire juif. Le 12 avril 1948, il a formé le Minhelet HaAm (hébreu : מנהלת העם, lit. Administration du peuple), tous ses membres étant issus du Moetzet HaAm (Conseil du peuple), l'organe législatif temporaire mis en place en même temps. La structure départementale de la JNC a servi de base aux ministères du gouvernement intérimaire.

## Composition
| Administration du peuple (Minhelet HaAm)                           | Administration du peuple (Minhelet HaAm) | Administration du peuple (Minhelet HaAm) | Administration du peuple (Minhelet HaAm)     |
| Portefeuille                                                       | Titulaire                                | Titulaire                                | Parti                                        |
| ------------------------------------------------------------------ | ---------------------------------------- | ---------------------------------------- | -------------------------------------------- |
| Premier ministre Ministre de la Défense                            |                                          | David Ben Gourion                        | Mapaï                                        |
| Ministre de l'Agriculture                                          |                                          | Aharon Zisling                           | Mapam                                        |
| Ministre des Finances                                              |                                          | Eliezer Kaplan                           | Mapaï                                        |
| Ministre des Affaires étrangères                                   |                                          | Moshé Sharett                            | Mapaï                                        |
| Ministre de la Santé Ministre de l'Immigration                     |                                          | Haim-Moshe Shapira                       | Hapoel Hamizrahi                             |
| Ministre de l'Intérieur                                            |                                          | Yitzhak Gruenbaum                        | Sans étiquette                               |
| Ministre de la Justice                                             |                                          | Pinhas Rosen                             | Parti de la nouvelle alya/Parti Progressiste |
| Ministre du Travail et de la Construction                          |                                          | Mordechai Bentov                         | Mapam                                        |
| Ministre de la police Ministre des Minorités d'Israël              |                                          | Bechor-Shalom Sheetrit                   | Communautés séfarades et orientales          |
| Ministère des Affaires religieuses Ministre des Victimes de guerre |                                          | Yehuda Leib Maimon                       | Mizrahi                                      |
| Ministre du Commerce et de l'Industrie                             |                                          | Peretz Bernstein                         | Sionistes généraux                           |
| Ministre des Transports                                            |                                          | David Remez                              | Mapaï                                        |
| Ministre du Bien-être                                              |                                          | Yitzhak-Meir Levin                       | Agoudat Israel                               |

## Création de l' État d'Israël
Le 12 mai, Minhelet HaAm s'est réuni pour voter sur l'opportunité de déclarer l'indépendance. Trois des treize membres manquaient à l'appel, Yehuda Leib Maimon et Yitzhak Gruenbaum étant bloqués à Jérusalem, tandis qu'Yitzhak-Meir Levin était aux États-Unis. La réunion a commencé à 13h45 de l'après-midi et s'est terminée après minuit. La vote et la décision devait déterminer le choix de la proposition américaine d'une trêve ou de déclarer l'indépendance. Cette dernière option a été mise aux voix, six des dix membres présents la soutenant :
- Pour : David Ben Gourion, Mordechai Bentov, Moshe Sharett , Peretz Bernstein, Haim-Moshe Shapira, Aharon Zisling.

- Contre : Eliezer Kaplan, David Remez, Pinchas Rosen, Bechor-Shalom Sheetrit.

La Déclaration d'indépendance de l'État d'Israël a donc eu lieu le 14 mai, en conséquence, le Minhelet HaAm devient le gouvernement provisoire, tandis que Moetzet HaAm devient le Conseil d'État provisoire. Le gouvernement provisoire a été rapidement reconnu par les États-Unis comme l' autorité de facto d'Israël, suivi de l' Iran (qui avait voté contre le plan de partition de l'ONU), du Guatemala, de l'Islande, du Nicaragua, de la Roumanie et de l' Uruguay. L'Union soviétique a accordé la reconnaissance officielle à Israël le 17 mai 1948, suivi de la Pologne, Tchécoslovaquie, Yougoslavie, Irlande et l'Afrique du Sud.

## Actions
Le gouvernement conduit la guerre contre les puissances arabes, guerre qui débute dès sa prise de fonctions. Il est au courant des dizaines de massacres de Palestiniens commis par les milices armées juives et par les forces de défense israéliennes ; si certains ministres sont horrifiés, comme Aharon Zisling (qui parlent d’« actes de nazis »), d’autres tentent de trouver des échappatoires, comme Ben Gourion. Finalement, un comité d’enquête est nommé, sans moyens, et dissous au bout d’une semaine.
Il établit les institutions, intégrant les différentes milices armées (chaque parti en avait une). Dans ce contexte-là, il doit affronter la crise provoquée par l’arrivée de l’Altalena, un navire chargé d’armes appartenant à l’Irgoun (droite).
Le comité de transfert est créé, afin de vider la Palestine des Arabes y habitant. La responsabilité exacte du gouvernement est encore l’objet de débats entre historiens.